# Cyprinodon nevadensis
Cyprinodon nevadensis, conosciuto nei luoghi di origine come Amargosa pupfish (it:ciprinodontide di Amargosa), è un piccolo pesce d'acqua dolce appartenente alla famiglia Cyprinodontidae.

## Distribuzione e habitat
La specie, che come si vedrà sotto è l'insieme di sei sottospecie, è endemica del Deserto del Mojave (Nevada e California, USA), dove vive nel fiume Amargosa e nel suo bacino idrografico, e in piccole pozze d'acqua o laghetti sparsi nel deserto.

## Descrizione
Presenta un corpo piuttosto alto, compresso ai fianchi, con profilo dorsale più arcuato di quello ventrale (caratteristica accentuata nei maschi, che hanno un aspetto tozzo), bocca piccola e muso arrotondato. Le pinne sono corte e arrotondate. La livrea, differente per ogni sottospecie, presenta un fondo differente di bianco, azzurro, verde smeraldo, beige con screziature di bruno nel maschio, mentre la femmina è tendenzialmente beige con screziature brune e riflessi azzurrini. 

Il maschio raggiunge i 5 cm, la femmina 4,5 cm.

## Sottospecie

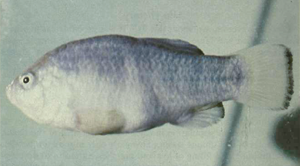
Cyprinodon nevadensis calidae

In realtà la specie è divisa in sei diverse sottospecie, comprendenti popolazioni rimaste tra loro isolate per tempi molto lunghi e quindi con un processo di speciazione in corso. Alcune fonti indicano come sottospecie "tipo" (a cui fa riferimento la specie col nome binomiale Cyprinodon nevadensis nevadensis, mentre altre Cyprinodon nevadensis amargosae.

Nei luoghi d'origine ogni sottospecie è conosciuta comunemente col nome della zona o della polla d'acqua dove vive.
Le sottospecie conosciute sono:
- Cyprinodon nevadensis amargosae, Amargosa Pupfish, era endemica di due zone del piccolo fiume Amargosa. Nel 1940 è stato introdotto anche nel fiume Springs, contea di Mono, California.
- Cyprinodon nevadensis calidae, Tecopa Pupfish, è stato dichiarato estinto nel 1981[4].
- Cyprinodon nevadensis mionectes, Ash Meadows pupfish è stata dichiarata in pericolo d'estinzione. La sua presenza è limitata nel Ash Meadows National Wildlife Refuge in Nevada.
- Cyprinodon nevadensis nevadensis, Saratoga Springs pupfish, era originario di una località della contea di Lake (California) nella Valle della morte. Una popolazione è stata introdotta nel bacino artificiale di Zzyzx, California, ma non sembra siano sopravvissuti esemplari.
- Cyprinodon nevadensis pectoralis, Warm Springs pupfish, dichiarata in pericolo di estinzione. È endemica di una zona del Devils Hole in Nevada[5].
- Cyprinodon nevadensis shoshone, Shoshone pupfish, dichiarata species of concern dallo United States Fish and Wildlife Service. Questa sottospecie è diffusa nelle acque intorno a Shoshone (California) e probabilmente nel fiume Amargosa.

## Riproduzione
La riproduzione avviene come negli altri congeneri.

## Acquariofilia
Non è un killifish stagionale ma è molto difficile da allevare in acquario, pertanto non è commercializzato.